# Marienkirche (Mechterstädt)

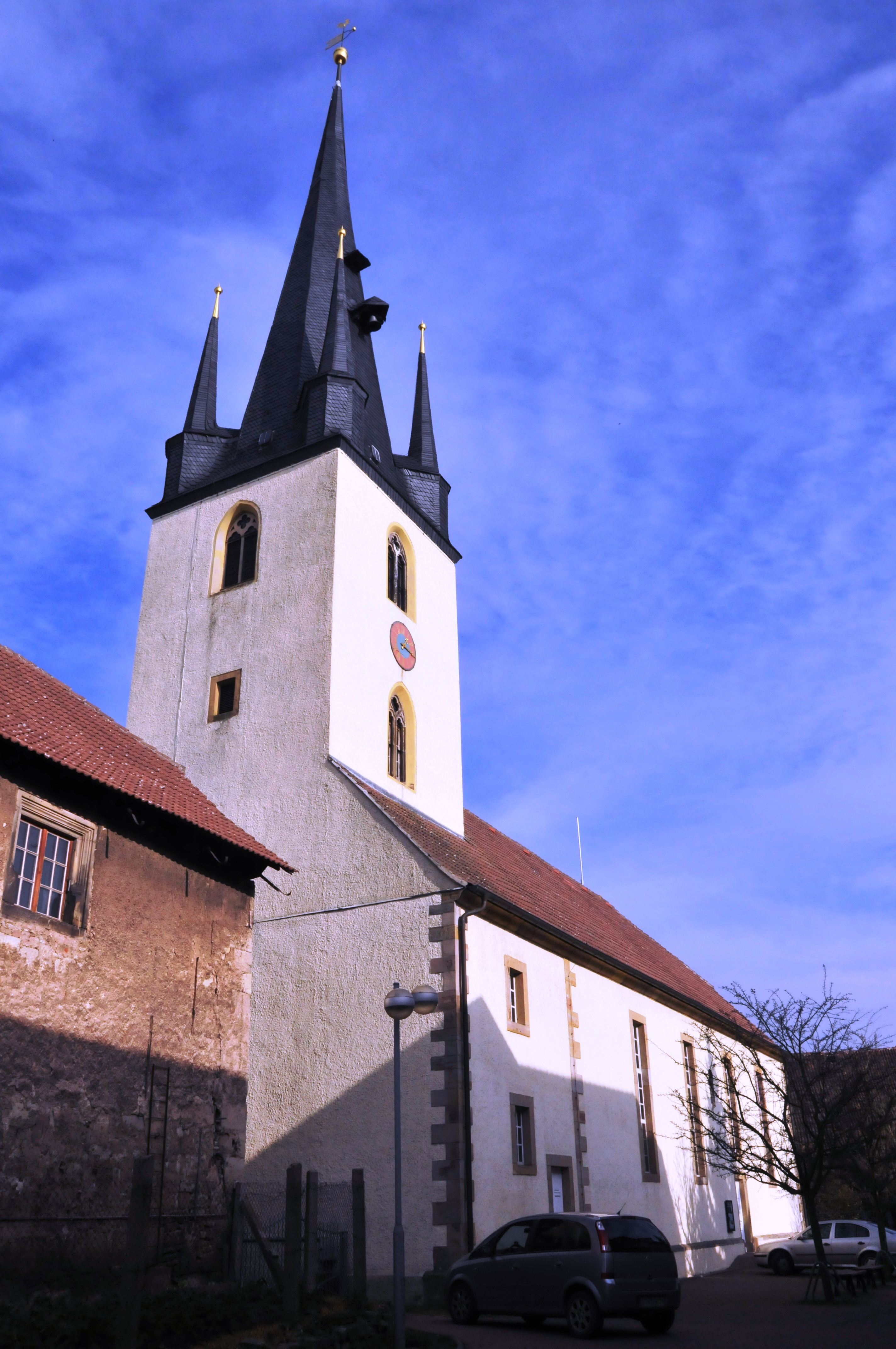
Kirche

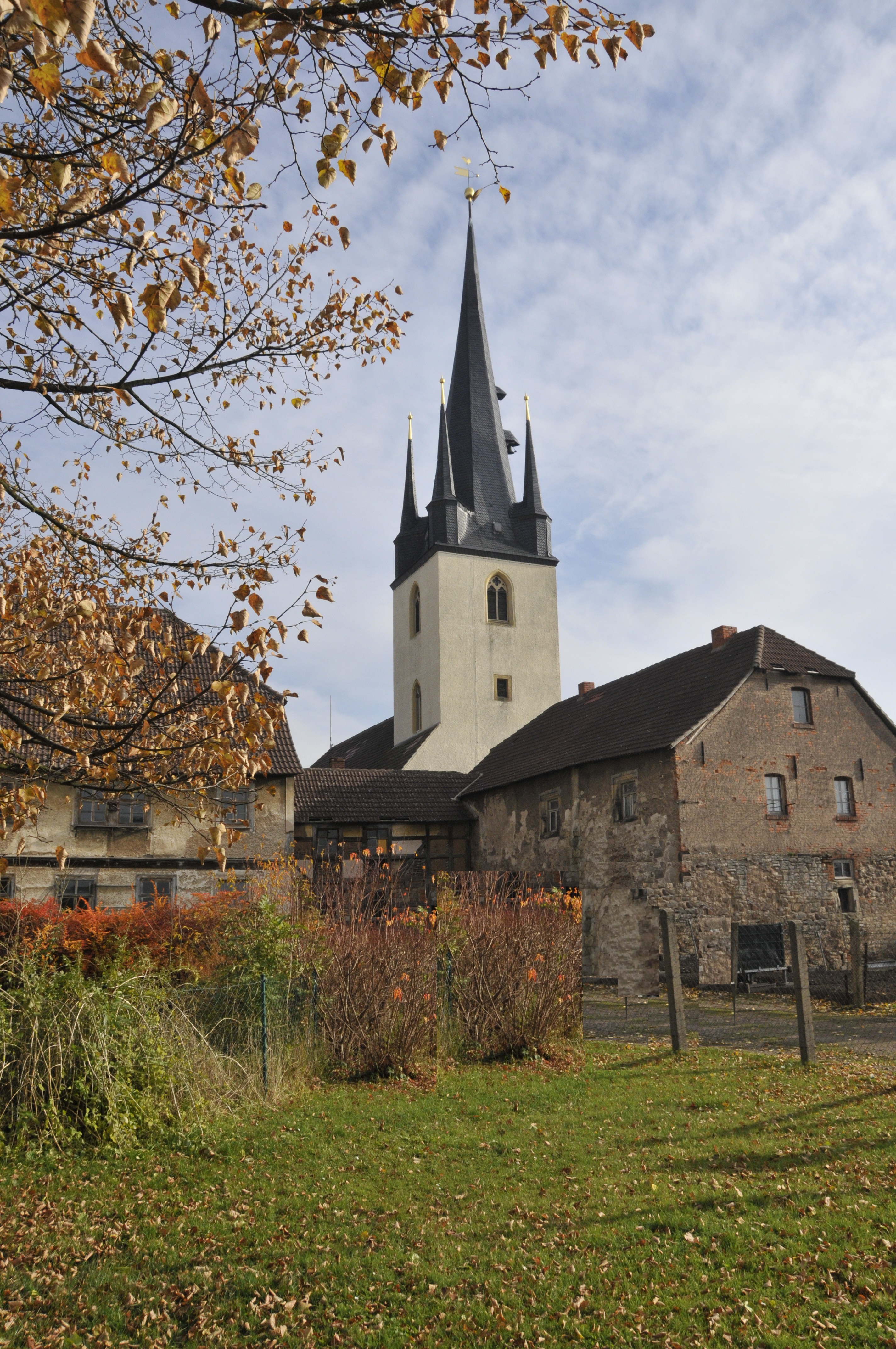
Kirche aus Nordwest

Die Marienkirche im thüringischen Mechterstädt im Landkreis Gotha ist die kulturhistorisch wichtigste Sehenswürdigkeit des Ortes. Kirche und die evangelisch-lutherische Kirchgemeinde gehören mit Laucha und Teutleben zum gleichnamigen Kirchspiel Mechterstädt im Kirchenkreis Waltershausen-Ohrdruf der Evangelischen Kirche in Mitteldeutschland.

## Geschichte
Die Kirche wurde von 1716 bis 1717 vom gothaischen Oberlandesbaumeister Johann Erhard Straßburger (1675–1754) erbaut. Sie ist Nachfolgerin einer vorreformatorischen Kirche, die baufällig geworden war und den Ansprüchen der großen Kirchgemeinde nicht mehr genügte.
Sie wurde als Pseudobasilika errichtet aus verputztem Bruchstein und erhielt ein Krüppelwalmdach.
1985 begannen umfangreiche Sanierungsarbeiten. Die Währungsunion im Jahre 1990 hatte für die Kirche zur Folge, dass zugesagte staatliche Förderungen und andere Geldmittel ersatzlos gestrichen wurden. Die Restaurierungsarbeiten wurden eingestellt und im Juli 1991 wieder aufgenommen, dank großzügiger Spenden eines Vereins, des Landes Thüringen, der Gemeinde und Mechterstädter Bürger.
Die Restaurierung der Innenmalerei kostete knapp 360.000 DM. 1992 begannen die Wiederherstellungsarbeiten am Äußeren der Kirche. Die arg durch Vandalismus und Witterungseinflüsse beschädigte Marienstatue an der Südseite der Kirche wurde gereinigt und konserviert und im Innern der Kirche aufgestellt, während an der alten Stelle ein Abguss der Statue aufgestellt wurde. Am 31. Oktober und 1. November 1992 wurde die Kirche mit einem Festgottesdienst und einem Dorffest eingeweiht.

## Turm
Der Turm ist in seinem Ursprung gotisch, wird von seitlichen Anbauten flankiert und ist in den Kirchenbau einbezogen. 1785 erfolgte der Aufsatz des Glockengeschosses in gotischem Stil mit Spitzhelm und vier Ecktürmchen.
Am 14. April 1870 schlug ein Blitz in den Turm, der daraufhin lichterloh brannte. Dennoch konnte der Brand gelöscht werden. Der Turmknopf, der während des Brandes heruntergefallen war, wurde am 12. Juni 1870 ersetzt. 1904 wurde das bisher fehlende Türmchen an der Nord-West-Ecke aufgesetzt und der Turm umfassend repariert.

## Glocken
1915 wurde eine Glocke aus vorreformatorischer Zeit (1513) zu Kriegszwecken eingeschmolzen. 1917 wurde sie durch eine bronzene ersetzt. 1950 kamen die im Zweiten Weltkrieg beschlagnahmten beiden alten großen Glocken, eine aus 1669, zurück. 1967 wurde eine elektrische Glockenschlaganlage eingebaut.

## Inneres
Der Kirchenraum ist einheitlich in barockem Stil. Mit der Muldendecke über dem Mittelschiff und Halbtonnen über beiden Seitenschiffen hat der Raum Gewölbe in zwei getrennten Höhenbereichen und ist daher eine Pseudobasilika. Zweigeschossige Emporen füllen beide  Seitenschiffe und bekleiden auch die Westwand des Mittelschiffs. Szenen und Sprüche des Alten und Neuen Testaments zieren die Brüstungsfelder. Die Spiegel des Muldengewölbes zeigen Gemälde mit Ansicht der Geburt und Auferstehung Jesu, der Himmelfahrt und des Pfingstwunders. In den Seitenwölbungen sind reich verzierte Kartuschen mit sechs Prophetenköpfen abgebildet. Die Kirche wird von einem Kanzelaltar geschmückt, der das Signum des Malers Pistor Dörffling trägt. Dieser Gothaer Hofmaler prägt das gesamte Innere der Kirche aus dem Jahre 1744.

### Orgel

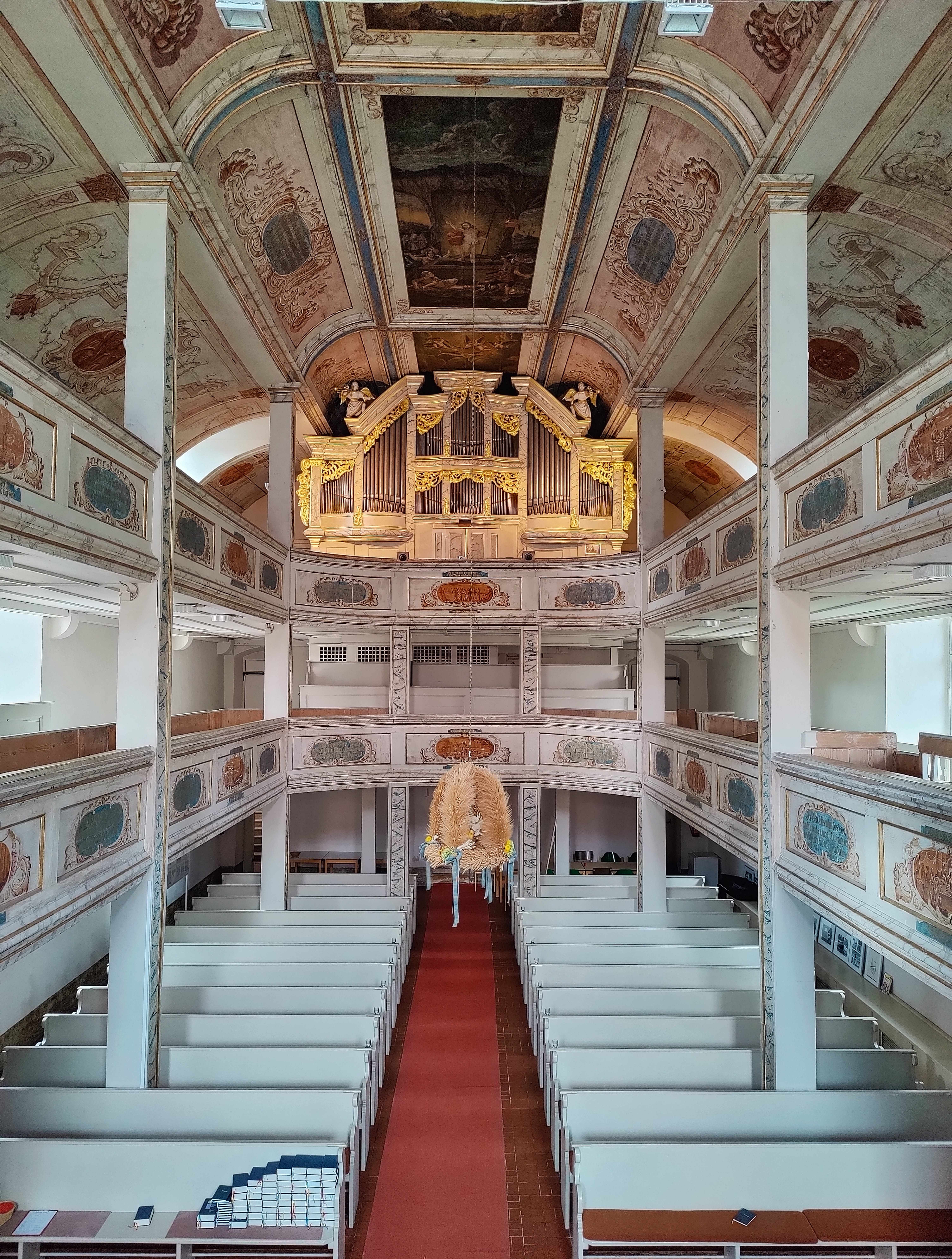
Innenraum, Blick in Richtung Orgel (2022)

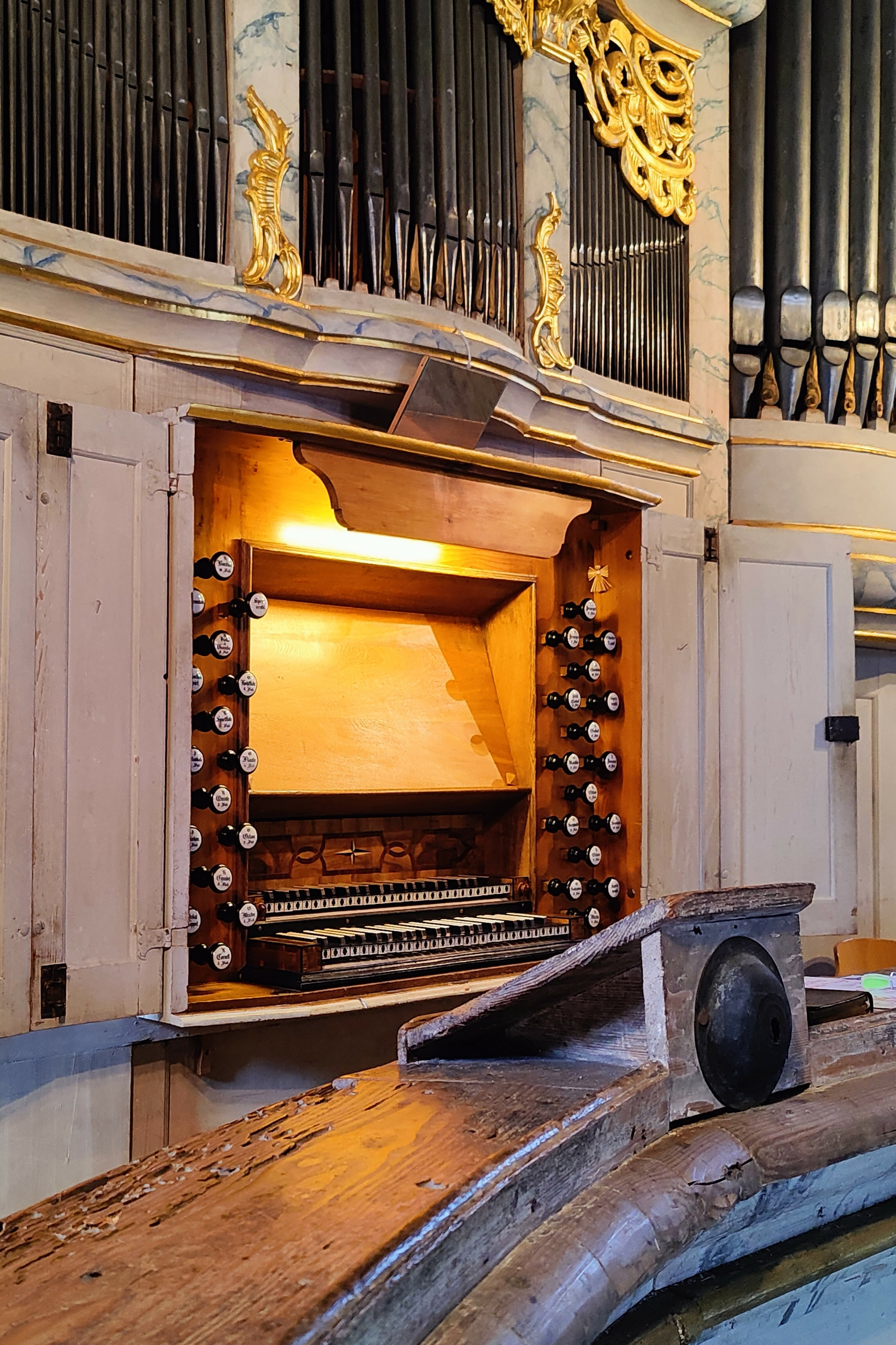
Spielanlage der Orgel

Die Orgel steht auf der oberen Empore am westlichen Ende des Mittelschiffs. Die erste Orgel mit 13 Registern wurde in die Kirche 1726 durch den Friedrichrodaer Orgelbaumeister Christian Rothe eingebaut. Nach alten Kirchenrechnungen wurde sie bereits 1692 in Seebergen gekauft. Bis in die 1760er Jahre wurde sie durch den ortsansässigen Schreiner und Glaser Michael Bach häufig an den Bälgen, Registerzügen, Pedalen, am Positiv usw. repariert. Dieser hatte sich sogar schon 1751 um den Neubau einer Orgel in Mechterstädt beworben, stieß jedoch auf den heftigen Widerstand des Gothaer Hoforgelbaumeisters Carl Christian Hoffmann, der ihm die nötigen Fähigkeiten absprach. So wurde die Orgel wegen verschiedener Mängel und ihres schlechten Zustands 1770 von Hoffmann selbst gegen eine neue mit 25 Registern ausgetauscht. 1955 erhielt die Orgel ein neues elektrisches Gebläse.
1995, Jahrzehnte nach der letzten gründlichen Instandsetzung, wurde die Orgel durch Orgelbau Waltershausen restauriert. Die Arbeiten waren höchst aufwändig:
- die nötigsten Teile wurden abgebaut
- klimatisch empfindliche Teile wurden vor Ort repariert, andere in die Werkstatt gebracht
- die drei großen Blasebälge wurden ausgebaut, zerlegt und mit Schafleder neu bezogen. Ein einzelner Blasebalg hat eine Fläche von ca. 4 m² und wiegt mehr als 200 kg.
- die komplizierte Mechanik, die aus 1200 Einzelteilen besteht, wurde aufgearbeitet
- die Windladen wurden repariert
- 1629 Orgelpfeifen, zwischen 180 mm und 1,80 m groß, wurden gereinigt, verleimt, abgedichtet, verlötet, z. T. verlängert, fehlende durch neue ersetzt.
- Die Tonhöhe der Orgel musste zurückgeführt werden, so dass die Klaviaturen die alte Position erhielten und der Ton C wieder vorhanden war. Des Weiteren wurde – z. B. zwecks Zusammenspiel mit anderen Instrumenten – ein Transpositionsmanual angefertigt, das als Aufsatz auf die Klaviatur gesetzt wird und die Hauptwerksregister einen Ganzton tiefer spielbar macht.

Sieben Orgelbauer verrichteten insgesamt 5000 Arbeitsstunden. Am 2. und 3. Oktober 1995 wurde die Orgel in einem festlichen Konzert wieder eingeweiht.
Das Instrument hat folgende Disposition:
| I Hauptwerk C–d3 |                |     |
| 1.               | Bordun         | 16′ |
| 2.               | Quintatön      | 16′ |
| 3.               | Principal      | 8′  |
| 4.               | Viola da Gamba | 8′  |
| 5.               | Gedackt        | 8′  |
| 6.               | Octave         | 4′  |
| 7.               | Spielflöte     | 4′  |
| 8.               | Quinte         | 3′  |
| 9.               | Octave         | 2′  |
| 10.              | Cymbel II      |     |
| 11.              | Mixtur III     |     |
| 12.              | Cornett III    |     |

| II Oberwerk C–d3 |                 |    |
| 13.              | Hohlflöte       | 8′ |
| 14.              | Stillgedackt    | 8′ |
| 15.              | Principal       | 4′ |
| 16.              | Flauto          | 4′ |
| 17.              | Octava          | 2′ |
| 18.              | Waldflöte       | 2′ |
| 19.              | Sesquialtera II |    |
| 20.              | Mixtur II       |    |
|                  | Tremulant       |    |

| Pedal C–d1 |          |     |
| 21.        | Violon   | 16′ |
| 22.        | Subbaß   | 16′ |
| 23.        | Octavbaß | 8′  |
| 24.        | Posaune  | 16′ |

- Koppeln: Pedalwindkoppel, Manualschiebekoppel
- Nebenregister: Glockenspiel
- Spielhilfen: 3 Sperrventile, Manual-Transponieraufsatz

### Übrige Sehenswürdigkeiten in der Kirche
Weiterhin geschmückt wird die Kirche durch eine sandsteinerne Marienfigur aus dem 14. Jahrhundert, Grabsteine im Altarraum aus dem 17. und 18. Jahrhundert, ein Kruzifix aus dem 16. Jahrhundert und drei Glocken aus dem 16., 17. und 20. Jahrhundert. Die Malerei und die reichhaltige Vergoldung wurden in den Jahren 1991/1992 gereinigt, gefestigt und durch Fehlstellen durch Punktretusche ergänzt. Danach wurde sie am 31. Oktober 1992 neu eingeweiht. Auch die Orgel erfuhr nach Restaurierungen am 2. und 3. Oktober 1995 eine festliche Einweihung.

## Sonstiges
Am 1. November 2010 erhielt der Pfarrer aus Lottomitteln einen Zuschuss von mehreren Tausend Euro zur Erneuerung/Sanierung der Glocken.

## Bilder der Kirche

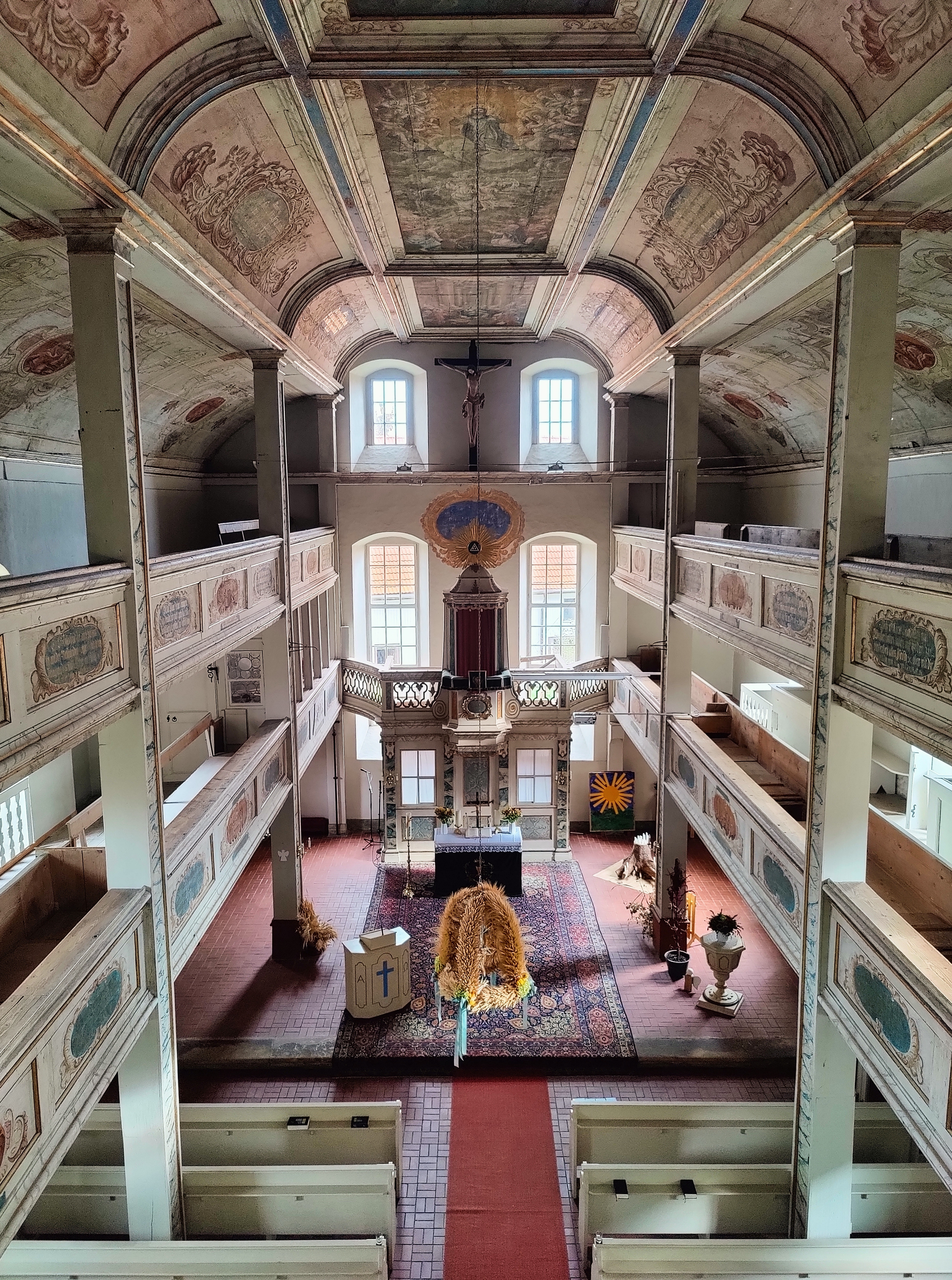
Blick von der Empore
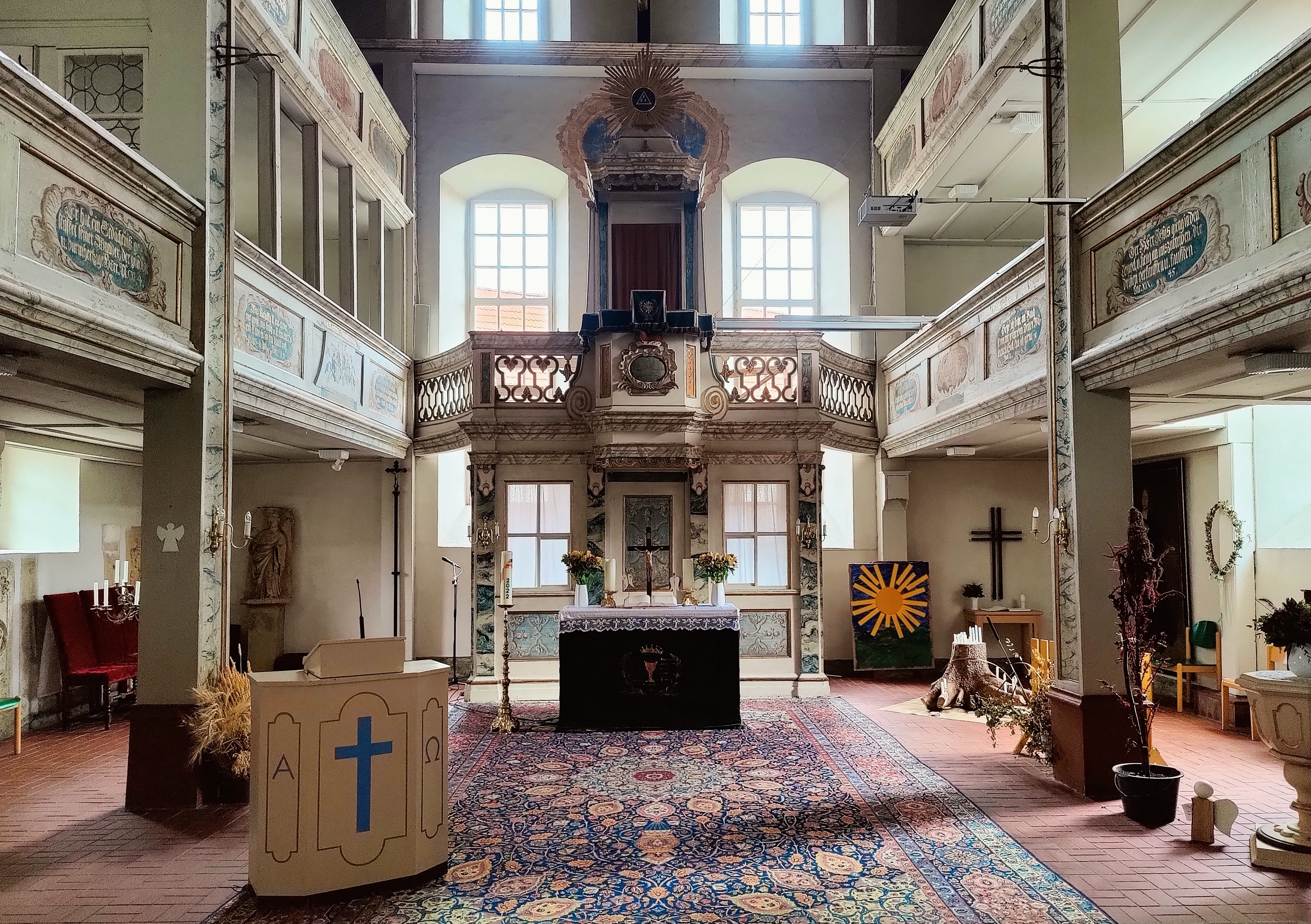
Altarraum
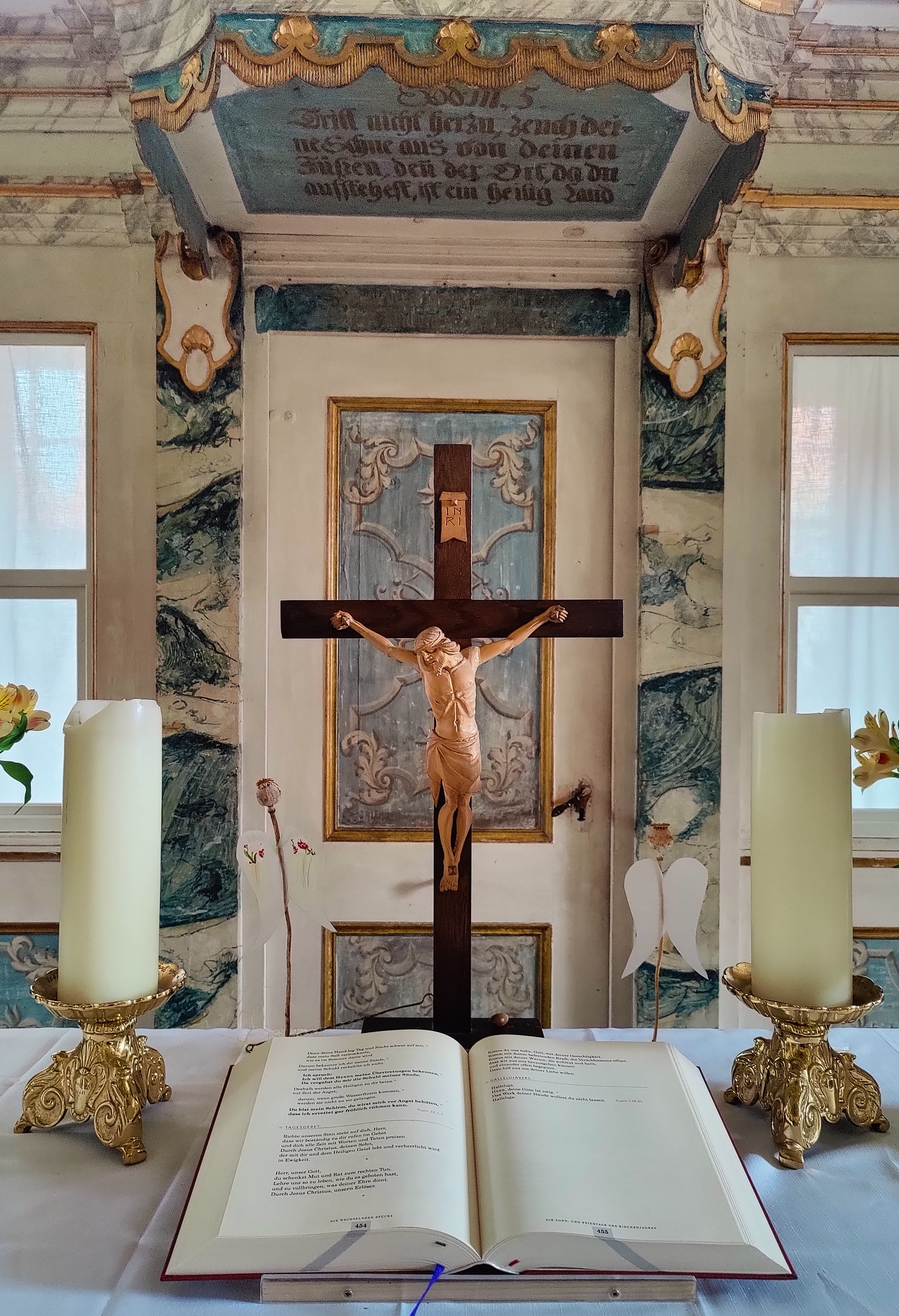
Kanzelaltardetail
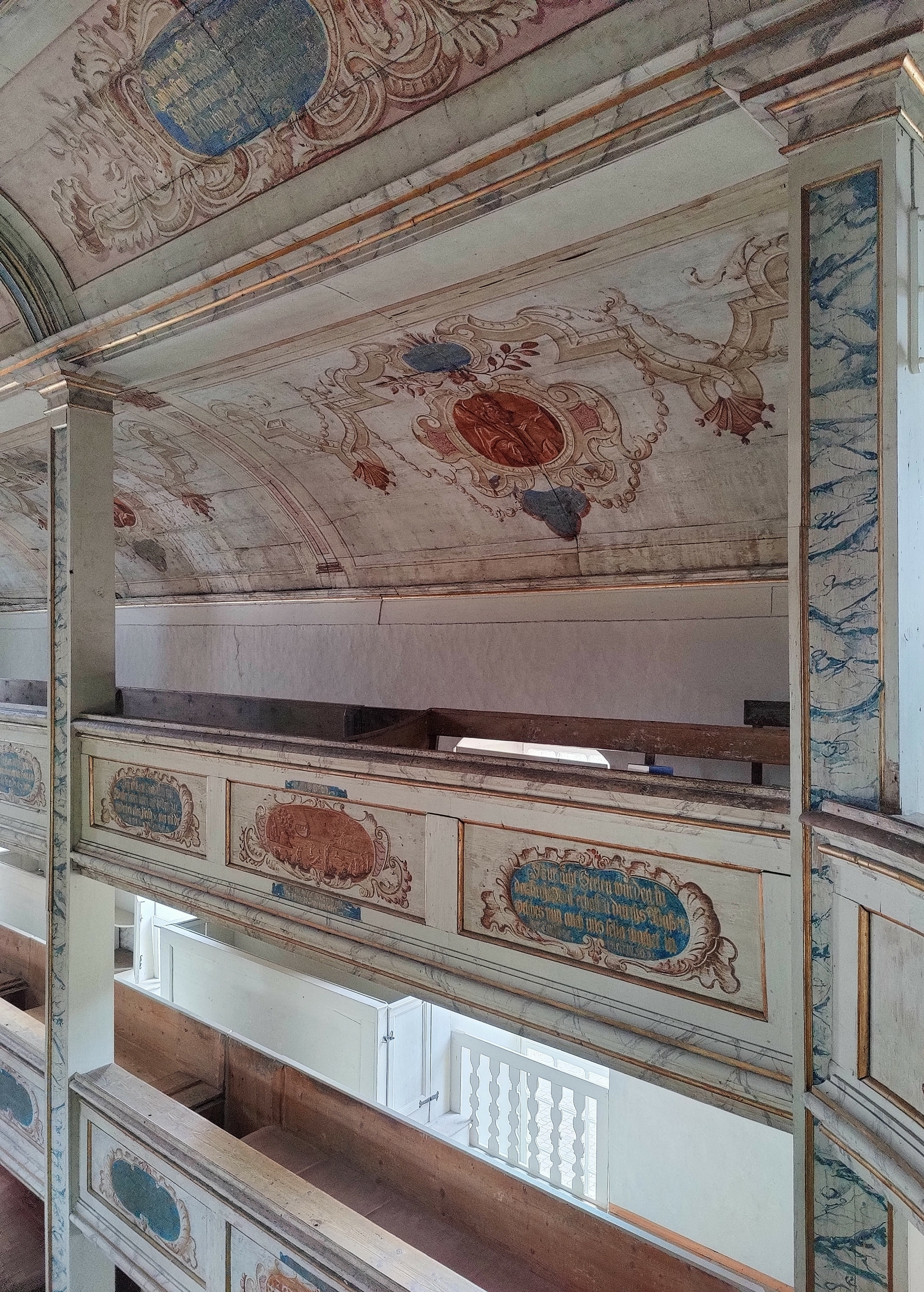
Brüstungsgemälde
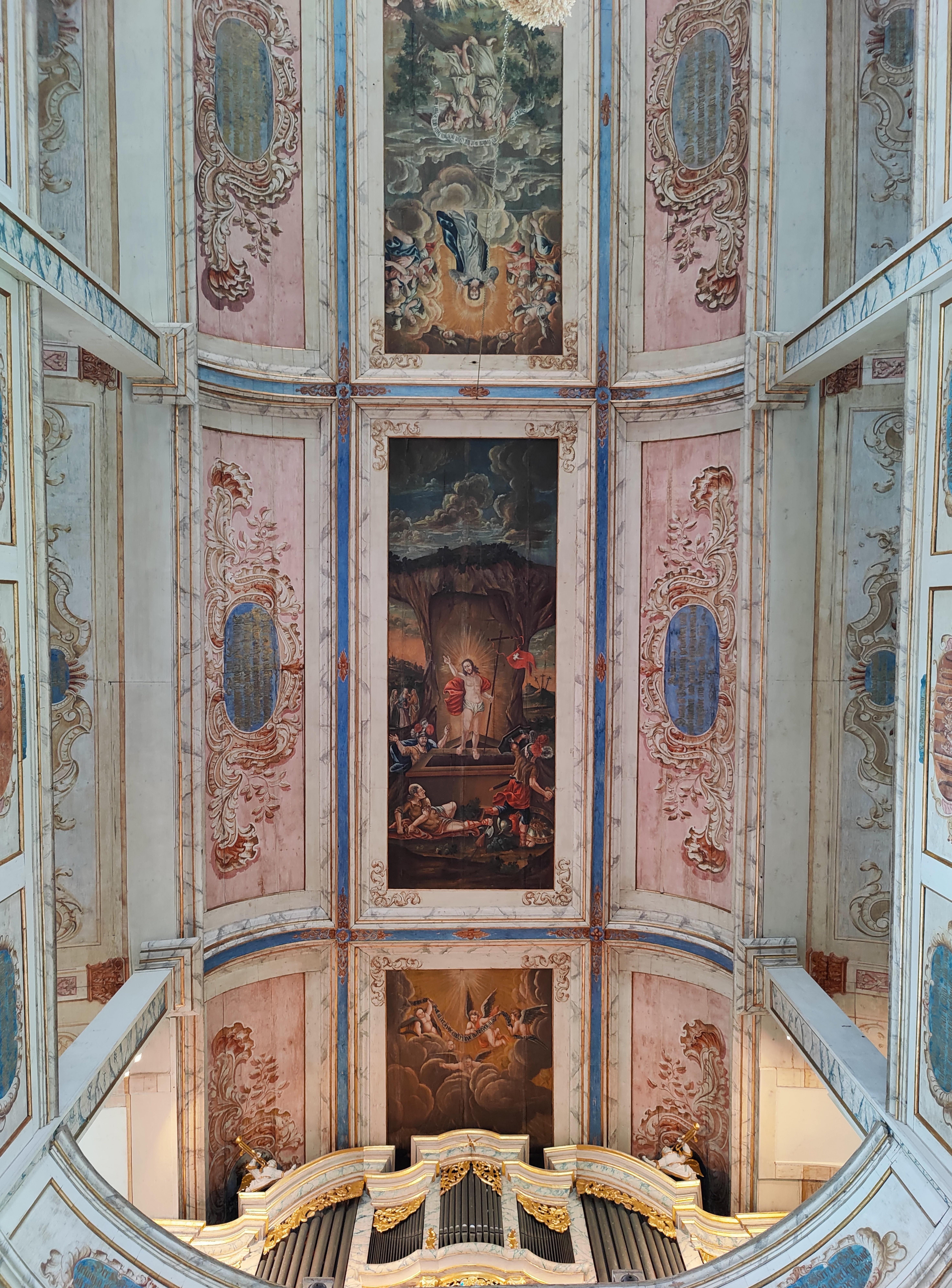
Decke
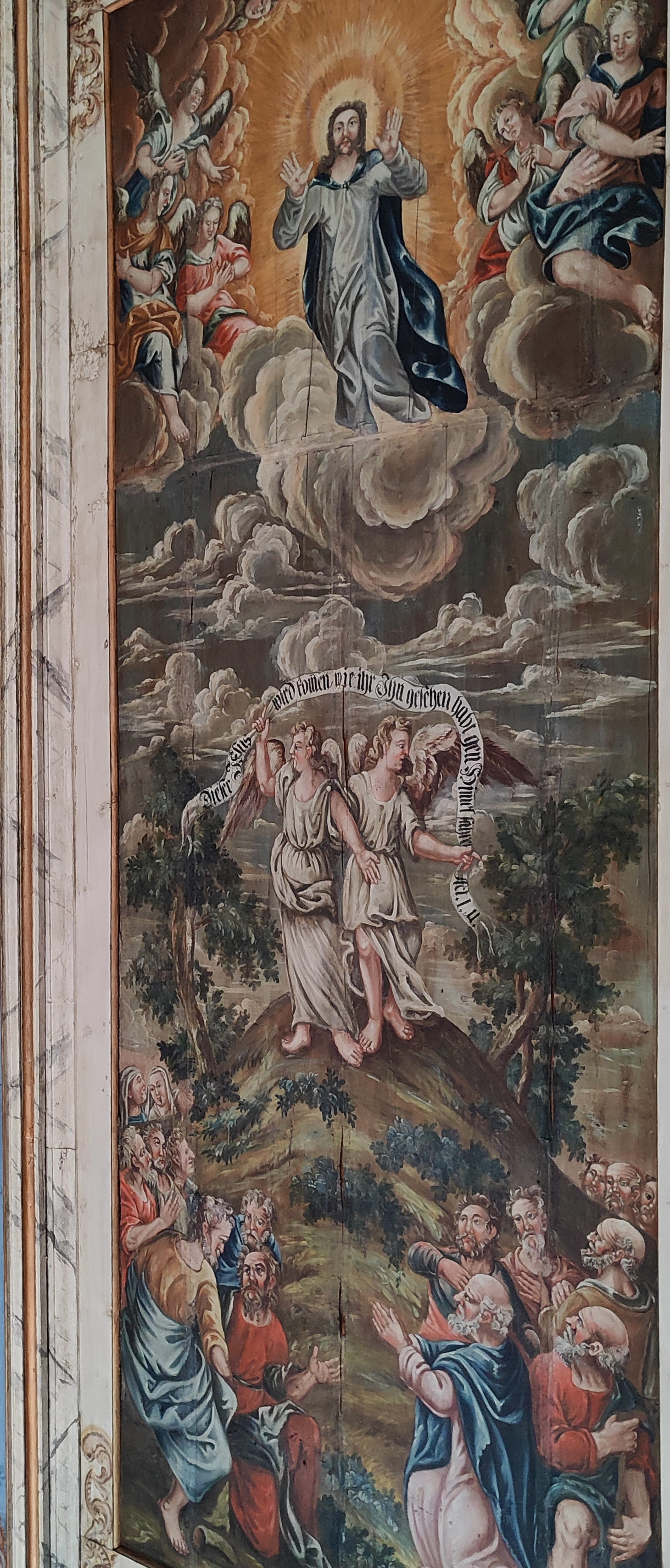
Deckengemälde
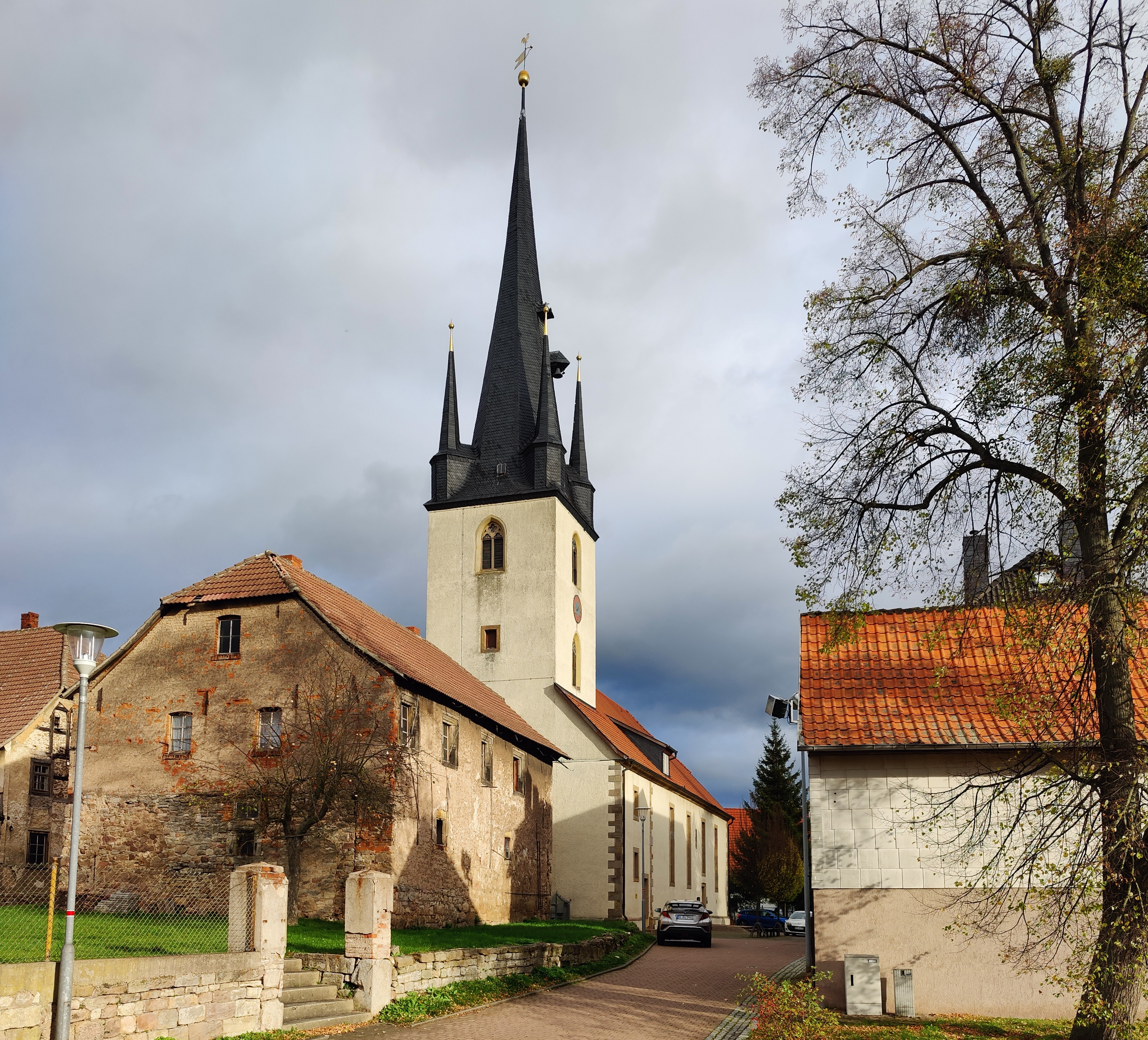
Außenansicht der Kirche